# Liz Friedman
Pour les articles homonymes, voir Friedman.
Liz Friedman est une scénariste et productrice américaine.

## Biographie
Friedman est ouvertement lesbienne. Elle est mariée à Yvette Abatte et elles ont un fils, Max.

## Filmographie

### Productrice
- 1998-1999 : Hercule contre Arès (série télévisée) (45 épisodes)
- 1999 : Hercules: The Legendary Journeys (série télévisée) (1 épisode)
- 1995-2000 : Xena: Warrior Princess (série télévisée) (91 épisodes)
- 2013 : Orange Is the New Black (série télévisée) (141 épisodes)
- 2013 : Set Tour with Lucy Liu (court métrage)
- 2013 : In Liu of Watson (court métrage)
- 2013 : Holmes Sweet Holmes (court métrage)
- 2013 : A Holmes of Their Own (court métrage)
- 2012-2014 : Elementary (série télévisée) (47 épisodes)
- 2015 : Jessica Jones (série télévisée) (13 épisodes)
- 2016 : Conviction (série télévisée)

### Scénariste
- 1998 : Hercule contre Arès (série télévisée) (4 épisodes)
- 1997-1999 : Hercules: The Legendary Journeys (série télévisée) (3 épisodes)
- 2001 : Deadline (série télévisée) (1 épisode)
- 1998-2001 : Xena: Warrior Princess (série télévisée) (3 épisodes)
- 2001 : The Legend of Tarzan (série télévisée) (1 épisode)
- 2003 : Law & Order: Special Victims Unit (série télévisée) (1 épisode)
- 2002-2004 : Hack (série télévisée) (5 épisodes)
- 2004 : The O.C. (série télévisée) (1 épisode)
- 2005 : Numb3rs (série télévisée) (2 épisodes)
- 2005-2012 : Dr House (série télévisée) (17 épisodes)
- 2013 : Orange Is the New Black (série télévisée) (1 épisode)
- 2012-2014 : Elementary (série télévisée) (9 épisodes)
- 2013-2015 : Jessica Jones (série télévisée) (2 épisodes)
- 2016 : Conviction (série télévisée) (1 épisode)

### Téléréalité
- 2009-2010 : LA Ink

## Honneurs
- 2014 : Primetime Emmy Award du meilleur scénario pour une série télévisée comique - Orange Is the New Black – Liz Friedman et Jenji Kohan pour l'épisode I Wasn't Ready
- 2014 : Writers Guild of America Awards Série télévisée comique - Orange Is the New Black